# Chiesa del Salvatore (Castel dell'Ovo)
La chiesa del Salvatore a Castel dell'Ovo è un antico luogo di culto di Napoli, posto sull'isolotto di Megaride, nell'attuale Castel dell'Ovo. Essa è caduta in disuso e ha perso la funzione di chiesa a partire dal 1847.

## Storia e descrizione
La storia della chiesa trae origine dai monaci dell'ordine di San Basilio, giunti a Napoli tra il 492 e il 496. Il tempio, sebbene sia stato spogliato dei suoi arredi per arricchire la successiva chiesa voluta dai monaci (chiesa di San Pietro a Castel dell'Ovo), rimane comunque una pregevole testimonianza storico-architettonica.
L'ingresso della struttura è caratterizzato da due pilastri e sormontato da un arco in pietra; le membranature del luogo, lasciano ben intendere che si tratti di una chiesa bizantina.
La pianta è rettangolare con abside semicircolare e coperta a conca. Alcune pareti mostrano anche dei reperti romani riutilizzati: tre colonne di granito con capitelli corinzi. In alto, vi si trovano tre archetti, due finti e che insistono tra le colonne e i pilastri angolari, e l'archetto di mezzo che rappresenta l'ingresso alla zona-vano centrale.
Un elemento architettonico di spicco è dato dai brevi tratti di trabeazione tra il piede degli archi ed i capitelli utilizzati come pulvini.
L'interno raggiunge svariati metri d'altezza, fino a concludersi in un soffitto piano.